# Lepidium bidentatum
Lepidium bidentatum là một loài thực vật có hoa trong họ Cải. Loài này được Montin mô tả khoa học đầu tiên năm 1778.